# Bulgariens herrlandslag i vattenpolo
Bulgariens herrlandslag i vattenpolo representerar Bulgarien i vattenpolo på herrsidan. Laget slutade på åttonde plats vid världsmästerskapet 1978.

### Fotnoter
1. ↑  Todor Krastev (11 mars 1978). ”Men Water Polo World Championship 1978 West Berlin (FRG) - 20-27.08 Winner Italy” (på engelska). Sport Statistics. Arkiverad från originalet den 27 juni 2015. https://web.archive.org/web/20150627072101/http://todor66.com/Water_Polo/World/Men_1978.html. Läst 26 juni 2015.